# 中国发明协会
中国发明协会，是由134位中国科技界、政界、及社会知名人士联合倡议，经政府批准于1985年在北京成立的；旨在推动群众性的发明创造活动。聂荣臻元帅曾担任协会名誉理事长。
当年参加倡议活动的包括，胡锦涛、倪志福、邹家华、王兆国、钱学森、宋健、张劲夫、汪道涵、黄家驷、金善宝、王大珩、侯祥麟等。

## 宗旨
协会旨在，
- 调动广大群众的发明创造积极性
- 引导和推动群众性的发明创造活动
- 发掘和支持发明创造人才
- 维护发明者的合法权益
- 促进科学技术进步，为经济建设和社会发展服务

## 机构设置
- 展览部
- 促进发明转化部
- 宣传部
- 组织联络部
- 综合部
- 国际合作与交流部

## 对外交流
中国发明协会与世界知识产权组织(WIPO)、发明者协会国际联合会(IFIA)等国际组织有密切的联系。中国发明协会还是IFIA的正式会员。

## 历任理事长
1. 武衡 （1985年 — 1999年，第一至三届理事会）
2. 倪志福 （2000年 — 2005年，第四届理事会）
3. 朱丽兰 （2005年 — 2021年，第五至第八届理事会）
4. 吴朝晖 （2021年 — 至今,第八届理事会）